# Диалло, Исмаэль
Исмаэ́ль Жан Честе́р Диалло́ (фр. Ismaël Jean Chester Diallo; род. 29 января 1997, Сегела) — ивуарийский футболист, защитник сплитского «Хайдук». Участник летних Олимпийских игр 2020 в Токио.

## Клубная карьера
Диалло начал профессиональную карьеру во французской «Бастии». 2 января 2016 года в поединке Кубка Франции против «Седана» Исмаэль дебютировал за основной состав. Летом 2018 года Диалло перешёл в «Аяччо». Для получения игровой практики Исмаэль начал выступать за дублирующий состав. 26 апреля 2019 года в матче против «Нанси» он дебютировал в Лиге 2 за основной состав. 5 января 2021 года в поединке против «Пау» Исмаэль забил свой первый гол за «Аяччо».  

## Международная карьера
В 2021 году Диалло в составе олимпийской сборной Кот-д’Ивуара принял участие в Олимпийских играх в Токио. На турнире он сыграл в матчах против команд Саудовской Аравии, Бразилии, Германии и Испании.